# Bastasi, Banjaluka
Bastasi so naselje v mestu Banjaluka, Bosna in Hercegovina. 

## Deli naselja
Bastasi, Bilanovići, Ćulumi, Donji Bastasi, Hajrići, Jusići in Kostići.

## Prebivalstvo
| Pregled števila prebivalcev po letih | Pregled števila prebivalcev po letih | Pregled števila prebivalcev po letih | Pregled števila prebivalcev po letih | Pregled števila prebivalcev po letih | Pregled števila prebivalcev po letih |
| ------------------------------------ | ------------------------------------ | ------------------------------------ | ------------------------------------ | ------------------------------------ | ------------------------------------ |
| 1948                                 | 1953                                 | 1961                                 | 1971                                 | 1981                                 | 1991                                 |
| 614                                  | 695                                  | 788                                  | 737                                  | 675                                  | 493                                  |

| Narodna sestava prebivalstva po letih                                                                                         | Narodna sestava prebivalstva po letih                                                                                          | Narodna sestava prebivalstva po letih                                                                                          |
| --- | --- | --- |
| 1971 | 1981 | 1991 |
| . skupaj: 737 Srbi 392 (53,18 %) Muslimani 344 (46,67 %) Hrvati 0 (0,00 %) Jugoslovani 0 (0,00 %) drugi in neznano 1 (0,13 %) | . skupaj: 675 Muslimani 319 (47,25 %) Srbi 313 (46,37 %) Hrvati 9 (1,33 %) Jugoslovani 30 (4,44 %) drugi in neznano 4 (0,59 %) | . skupaj: 493 Muslimani 300 (60,85 %) Srbi 167 (33,87 %) Hrvati 1 (0,20 %) Jugoslovani 5 (1,01 %) drugi in neznano 20 (4,05 %) |